# Русское бедное
«Русское бедное» — выставка современного искусства, открывшаяся 25 сентября 2008 года в Перми. Куратор — Марат Гельман, продюсер — Сергей Гордеев.

## История проекта
Была запланирована как пилотный проект Музея современного искусства, который по инициативе Сергея Гордеева должен быть создан в Перми. По мысли сенатора, музей станет «мотором», который придаст новый импульс развитию города. Выставка была организована в «руинированном» и специально отремонтированном здании Речного вокзала (архитектор Александр Гринберг, 1940).
Название выставки отсылает к термину «арте повера» или «бедное искусство», сформулированному итальянским арт-критиком Джермано Челанта, главного куратора Музея Соломона Гуггенхайма. Сейчас этим термином принято обозначать определенное художественное течение итальянских художников второй половины 1960—1970-х.
С 25 сентября по 25 октября 2009 года проект «Русское бедное» экспонировался на площадке фабрики «Красный Октябрь» (Москва, Берсеневская набережная) в рамках Третьей Московской биеннале современного искусства.
Стала первым шагом в проекте, получившем название «Пермская культурная революция».

## Участники выставки
АЕС, Юрий Альберт, Владимир Анзельм, Владимир Архипов, Андрей Басанец, Пётр Белый, Александр Бродский, Сергей Волков, Сергей Горшков, Дмитрий Гутов, Анна Жёлудь, Жанна Кадырова, Алексей Каллима, Владимир Козин, Ирина Корина, Александр Косолапов, Валерий Кошляков, Антон Литвин, Игорь Макаревич, Павел Маков, Максим Мамсиков, Анатолий Осмоловский, Николай Полисский, Злата Понировская, RECYCLE (Блохин, Кузнецов), Александр Сигутин, Синие носы, Леонид Соков, Хаим Сокол, Витас Стасюнас, Авдей Тер-Оганьян, Илья Трушевский, О&А Флоренские, Юрий Хоровский, Юрий Шабельников, Сергей Шеховцов.

## Цитаты
- «Настоящим прорывом стала выставка „Русское бедное“ в Перми — начало первого настоящего музея современного искусства в России» — Ф. Балаховская, TimeOut[10].